# Indorama
Indorama Corporation — международная нефтехимическая группа, зарегистрированная в Сингапуре, крупный производитель полиэтилена, полиэстерв и удобрений. Основная производственная компания группы — Indorama Ventures со штаб-квартирой в Таиланде, в списке крупнейших компаний мира Forbes Global 2000 за 2022 год занявшая 1366-е место.

## История
Компания Indorama Synthetics была основана в 1974 году в Индонезии, куда переехали из Индии её основатели, Мохан Лал Лохиа и его сын Шри Пракаш Лохиа; первоначально компания занималась производством пряжи, в частности шерстяного гаруса. В конце 1980-х годов Мохан Лал разделил активы компании между тремя сыновьями: старший, Ом Пракаш Лохиа, отправился в Индию, где создал текстильную компанию Indo Rama Synthetics (India) Ltd., младший, Алок, создал таиландский филиал Indorama Holdings, а Шри Пракаш сохранил операции семейного бизнеса в Индонезии. В начале 2000-х годов Indorama начала осваивать быстрорастущий рынок полиэтилена, строя и покупая заводы в Азии, Европе и США. В 2006 году была куплена нигерийская нефтехимическая компания Eleme Petrochemical, позже операции в Африке были расширены заводом по производству удобрений в Нигерии и сенегальской компанией Industries Chimiques du Sénégal. В 2008 году индонезийская и таиландская части группы были объединены в Indorama Ventures.

## Собственники и руководство
Группа контролируется семьёй Лохиа, глава семьи и основатель группы, Шри Пракаш Лохиа, в 2022 году занимал 403-е место среди самых богатых людей планеты (4-е в Индонезии).
Шри Пракаш Лохиа (Sri Prakash Lohia, род. 11 августа 1952 года) занимает пост председателя советов директоров Indorama Corporation, Indorama Ventures и нескольких других структур группы. Женат на Сееме Миттал, сестре Лакшми Миттала, совладельца крупнейшей в мире сталелитейной компании Arcelor Mittal.

## Деятельность
Основные компании холдинга:
- Indorama Ventures Ltd. — основана в 1994 году как дочерняя структура в Таиланде, один из крупнейших в мире производителей полиэтилена (11,3 млн тонн в год), также производит синтетические и натуральные ткани, нетканые текстильные материалы, другую химическую продукцию; 125 предприятий в 33 странах. Корпорации в ней принадлежит 64,8 % акций, остальные котируются на Фондовой бирже Таиланда. Выручка за 2021 год — 14,6 млрд долларов[7].
- PT Indo-Rama Synthetics TBK — основана в 1975 году в Индонезии, производит натуральные и синтетические ткани в Индонезии, Турции и Узбекистане[8].
- Indorama Eleme Petrochemicals Limited — крупнейший производитель нефтехимической продукции Нигерии (300 тыс. тонн в год); предприятие было построено в 1990 году и принадлежало Национальной нефтяной корпорации Нигерии, в 2006 году было приватизировано и куплено Indorama Corporation[9].
- Indorama Eleme Fertilizer & Chemicals Limited — нигерийская компания по производству удобрений, основное её предприятие начало работу в 2016 году[10].
- Industries Chimiques du Senegal — сенегальский производитель фосфатных удобрений[11].
- Indorama India Private Limited — дочерняя структура в Индии; состоит из двух подразделений, производство удобрений (с 1985 года) и производство полиуретановых волокон (спандекса) (с 2012 года)[12].
- FE Indorama Agro LLC — фермерское хозяйство (50 тыс. га) в Узбекистане по выращиванию хлопка, пшеницы и других культур; создано в 2018 году с началом приватизации хлопковой отрасли в Узбекистане[13].
- Indorama Kokand Fertilizers and Chemicals — узбекистанский производитель удобрений, основан в 1935 году, куплен корпорацией в 2019 году[14].
- YTY Group — малайзийская нефтехимическая группа, основной продукцией являются одноразовые перчатки, производимые на трёх заводах в Малайзии и четырёх в Индонезии; основана в 1988 году[15].
- Adufértil Fertilizantes ltda — бразильский производитель удобрений, основан в 1980 году[16].
- Indo Rama Synthetics (India) Ltd. — индийский производитель полиэфирного волокна (полиэстера); компания основана в 1984 году, формально не принадлежит корпорации, но контролируется семьёй Лохиа (её возглавляет брат председателя корпорации Ом Пракаш Лохиа, ему принадлежит 75 % акций компании, остальные котируются на индийских биржах). Производственные мощности имеются только в Индии, но треть продукции экспортируется в Турцию, Непал, Египет, Бангладеш и другие страны. Выручка компании составляет 40 млрд рупий ($550 млн, 2021 год)[17].